# Elaine de Kooning
Elaine Marie Catherine Fried, nota come Elaine de Kooning (Brooklyn, 12 marzo 1918 – Southampton, 1º febbraio 1989), è stata una pittrice e scultrice statunitense, esponente dell'Espressionismo astratto.

## Biografia
Primogenita dei quattro figli di Charles Frank Fried and Marie Ellen O'Brien, crebbe nel quartiere Sheepshead Bay di Brooklyn. La sua sensibilità artistica venne incoraggiata dalla madre, che le faceva visitare il Metropolitan Museum of Art e gli spettacoli di Broadway.
Nei tardi anni venti, la madre venne trasferita in un centro psichiatrico, ed Elaine divenne una sorta di genitrice per la sorella e i due fratelli più giovani.
Dopo il diploma alla Erasmus Hall High School e altri studi all'Hunter College di New York, nel 1937 frequentò la Leonardo da Vinci Art School di Hoboken, nel New Jersey. In questo periodo intraprende iniziative politiche di sinistra, insieme con l'artista Milton Resnick, con cui ebbe una relazione. Nel 1938 proseguì gli studi all'American Artists School di New York e si iscrisse alla Young Communists League. Per mantenersi gli studi, lavorò come modella per gli artisti.
Il 9 dicembre 1943 sposò l'artista Willem de Kooning.
Nel 1948 divenne editore della rivista d'arte Art News, dove recensiva le opere di artisti quali Arshile Gorky, Hans Hofmann, Franz Kline, Mark Rothko e Josef Albers.
Nel 1952 tenne la sua prima mostra personale alla Stable Gallery di New York.
Nel 1957, dopo anni di matrimonio tumultuoso, fatto di tradimenti e problemi con l'alcolismo, i due coniugi si separarono, pur non chiedendo il divorzio.
Nel 1962 le venne commissionato dalla Casa Bianca un ritratto del presidente John F. Kennedy, che divenne una delle sue più importanti e note opere. Dopo l'assassinio del presidente, la de Kooning smise di dipingere per un anno.
Successivamente intraprese una carriera come insegnante, e tenne lezioni alla Yale University, al Pratt Institute, alla Carnegie Mellon University, al Wagner College e alla University of Pennsylvania, a Philadelphia e alla Parsons School of Design di New York e di Parigi. Grazie alla importante mole di lavoro, la de Kooning decise di smettere definitivamente di bere, e convinse anche il marito, col quale nel frattempo si era ricongiunta, a frequentare i gruppi degli alcolisti anonimi.
Durante gli anni ottanta, viaggiò il mondo continuando a insegnare, in Paesi come Egitto, Kenya, Cina, Giappone ed Europa.
Nel 1987, un tumore la costrinse a farsi rimuovere un polmone. Morì nel 1989.